# پژو تیپ ۱۷۴
پژو تایپ ۱۷۴ (انگلیسی: Peugeot Type 174) یک سدان سایز بزرگ و قدرتمند بود که توسط پژو از سال ۱۹۲۳ تا ۱۹۲۶ ساخته شد. نوع اس این خودرو نیز موجود بود که نسخه به روزرسانی شده خودرو بود. این خودرو مجهز به موتور حجم ۳۸۲۸ سی سی بزرگ چهار سیلندر بود و ۸۵ اسب بخار قدرت تولید می‌کرد.